# Kelvin Sampson
Kelvin Sampson (Laurinburg, Carolina del Norte, 5 de octubre de 1955) es un entrenador de baloncesto estadounidense que ejerce de entrenador principal en la NCAA.

## Trayectoria

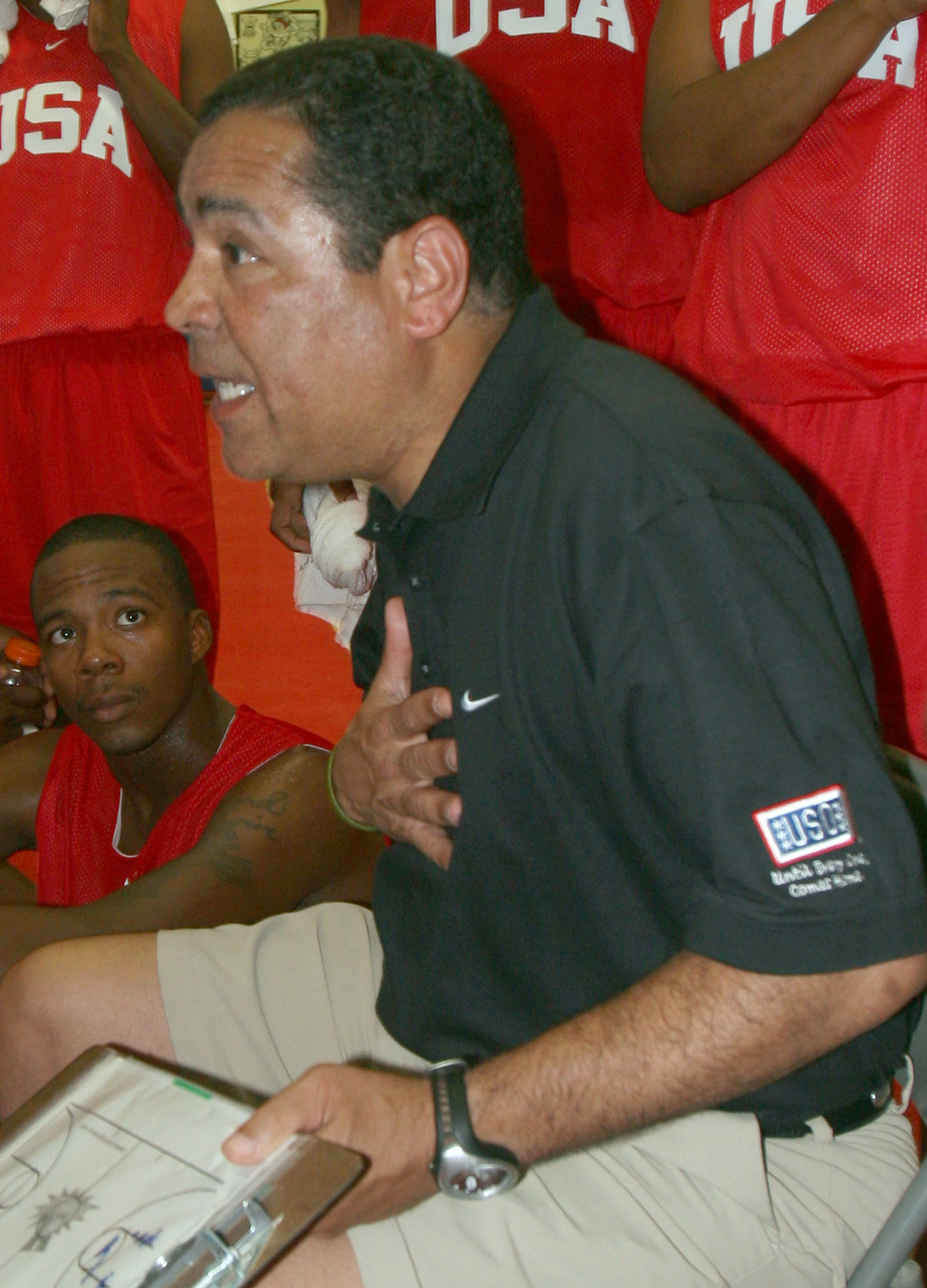
Sampson en 2006.

### NCAA
Tras pasar su etapa universitaria como jugador en los Braves de la universidad de Carolina del Norte en Pembroke (1973–1978), en 1979 se une al cuerpo técnico de los Spartans de la universidad Estatal de Míchigan.
Después de una temporada en Míchigan, en la 1980-81, se va a Montana como asistente de los Orediggers. La temporada siguiente es promocionado a entrenador principal.
Pasados cinco años en la universidad de Montana, en 1985 se une al cuerpo técnico de los Cougars de la universidad de Washington State como asistente de Len Stevens. Dos temporadas después se convierte en el técnico principal de la universidad.
El 25 de abril de 1994 se convierte en el entrenador principal de la universidad de Oklahoma. En su primera temporada con los Sooners ganó varios premios al entrenador del año.
Tras doce temporadas en Oklahoma, el 29 de marzo de 2006, firma como técnico de la universidad de Indiana.
El 22 de febrero de 2008 se vio obligado a dimitir tras las acusaciones de violación de las normas de conducta de la NCAA, que incluía el envío de mensajes de texto a reclutas. Como resultado de estas acusaciones, recibió una sanción de cinco años.

### NBA
El 8 de marzo de 2008 se une al cuerpo técnico de los San Antonio Spurs como ojeador.
Poco después, el 14 de mayo de 2008, es contratado como asistente de Scott Skiles en Milwaukee Bucks.
Tras tres temporadas en Milwaukee, en 2011, se convierte en asistente técnico de los Houston Rockets, puesto que ocuparía hasta 2014.

### Regreso a la NCAA
Para la tempoara 2024-15 regresa a la NCAA para hacese cargo de los Cougars de la universidad de Houston.

## Vida personal
Kelvin está casado con Karen Lowry. Tienen una hija, Lauren, que es directora de operaciones externas de la universidad de Houston y un hijo, Kellen, que es entrenador asistente también en Houston.